# Хадж Курбан Сулеймани
Хадж Курбан Сулеймани (1920, Кучан, Хорасан-Резави — 20 января 2008) — знаменитый иранский дутарист и вокалист.

## Биография
Родился в 1920 году в семье хорасанских тюрков в деревне Алиабад (علی‌آباد) в северной части Кушана на северо-востоке Ирана. Его отец, Кербалаи Рамезан, опытный музыкант, обучал его игре на дутаре с юных лет. После смерти отца он продолжил изучать дотар и искал уроки пения у таких певцов, как Аваз Бахши, Гуламхусейн Бахши Джафарабади и Мухаммад Кейтаки. К двадцати годам Хадж Курбан освоил традиционный иранский инструмент дутар, а в возрасте 21 года получил заветный титул «Бахши», который присуждается людям с музыкальным мастерством в провинции Хорасан. Пел на персидском и тюркском языках.
На протяжении своей карьеры участвовал во многих международных концертах и площадках, но во Франции был более популярен, чем где-либо еще, где, по его мнению, его музыку ценили больше. Часто говорил о явном отсутствии последователей в своей родной стране, что его разочаровывало, однажды сказав: «Неиранские страны, особенно французы, знают меня лучше, чем мои соотечественники, поскольку у них есть страсть к искусству и музыке». Также выступил на Фестивале иранского искусства в Дюссельдорфе.
В 1990 году Курбан Сулеймани был удостоен награды «Лучший и самый аутентичный музыкант» Фестиваля революционных песен и музыки. В 1991 году получил почетное звание «Настоящее национальное достояние» на музыкальном фестивале, проходившем в Авиньоне.
Умер в своей родной деревне Алиабад от пневмонии в воскресенье, 20 января 2008 года, в возрасте 87 лет, хотя другие источники ошибочно сообщили, что на момент смерти ему было 85 лет. Его тело было похоронено в селе на следующий день, 21 января, и на его похоронах присутствовали многие известные деятели культуры и деятели культуры региона.

## Семья
Имел 14 детей, среди которых его сын 50 лет (по состоянию на январь 2008 года), Алиреза, неоднократно выступал со своим отцом. Две дочери также стали музыкантами.